# Patones

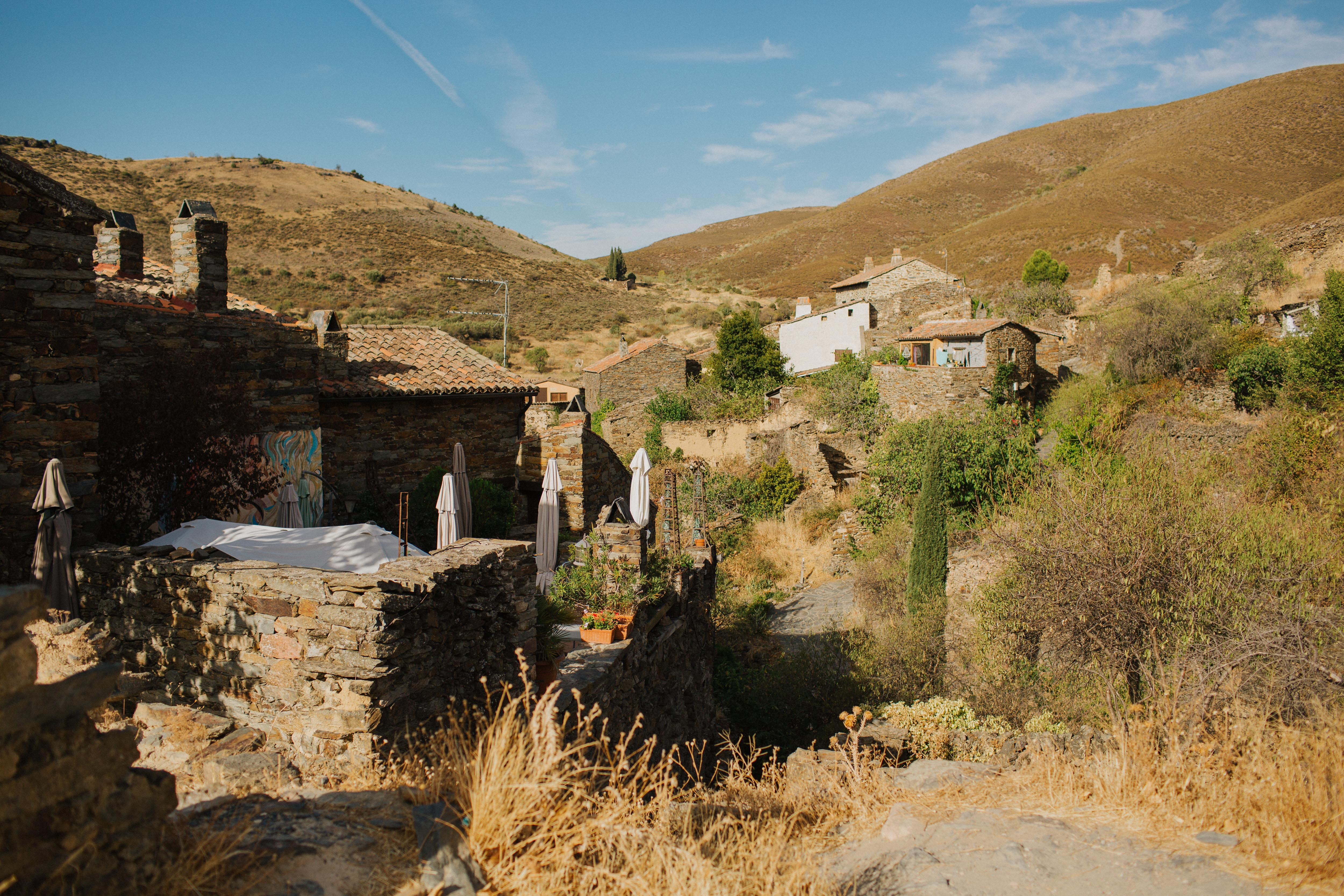
Patones w Hiszpanii

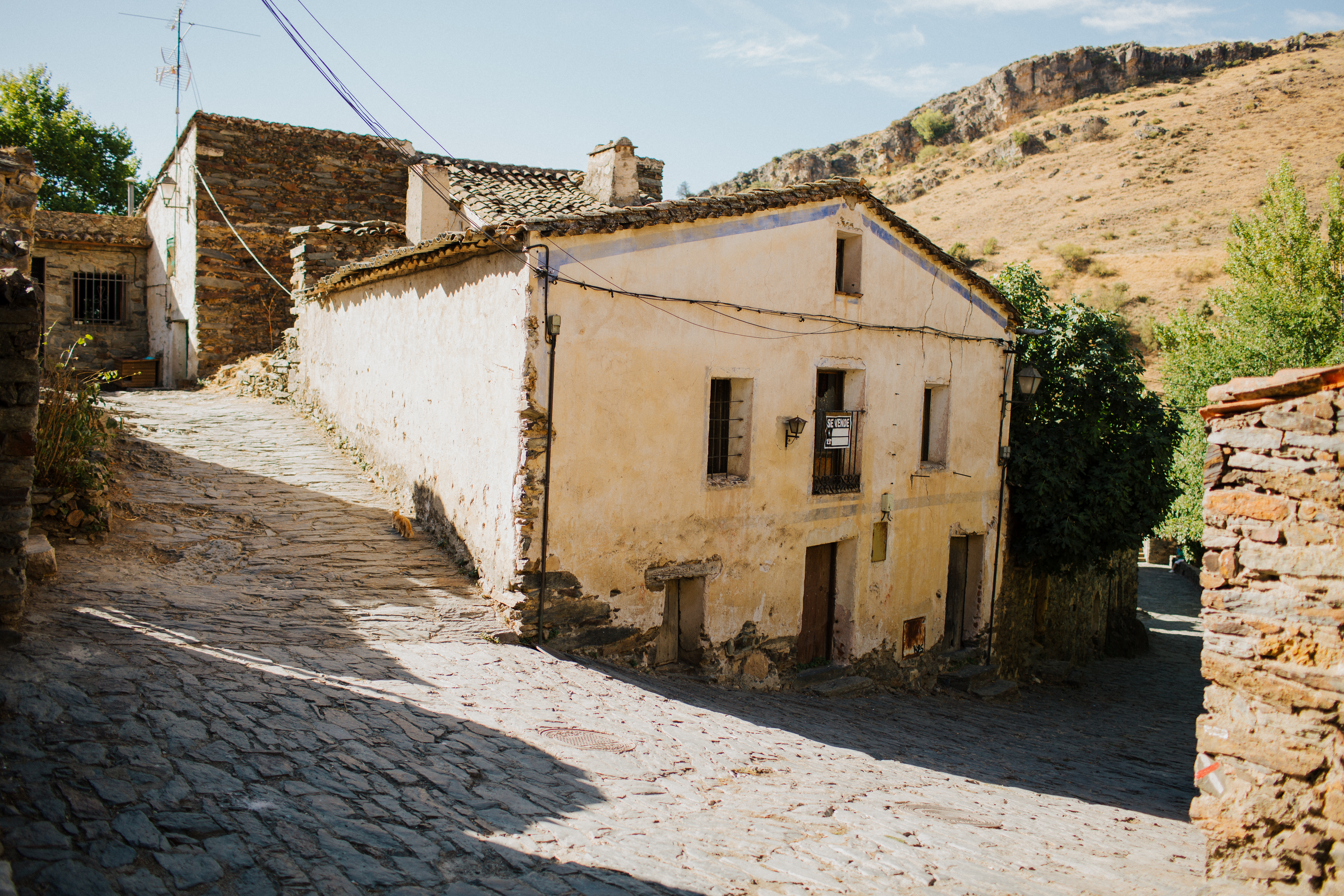
Stare budynki w Patones

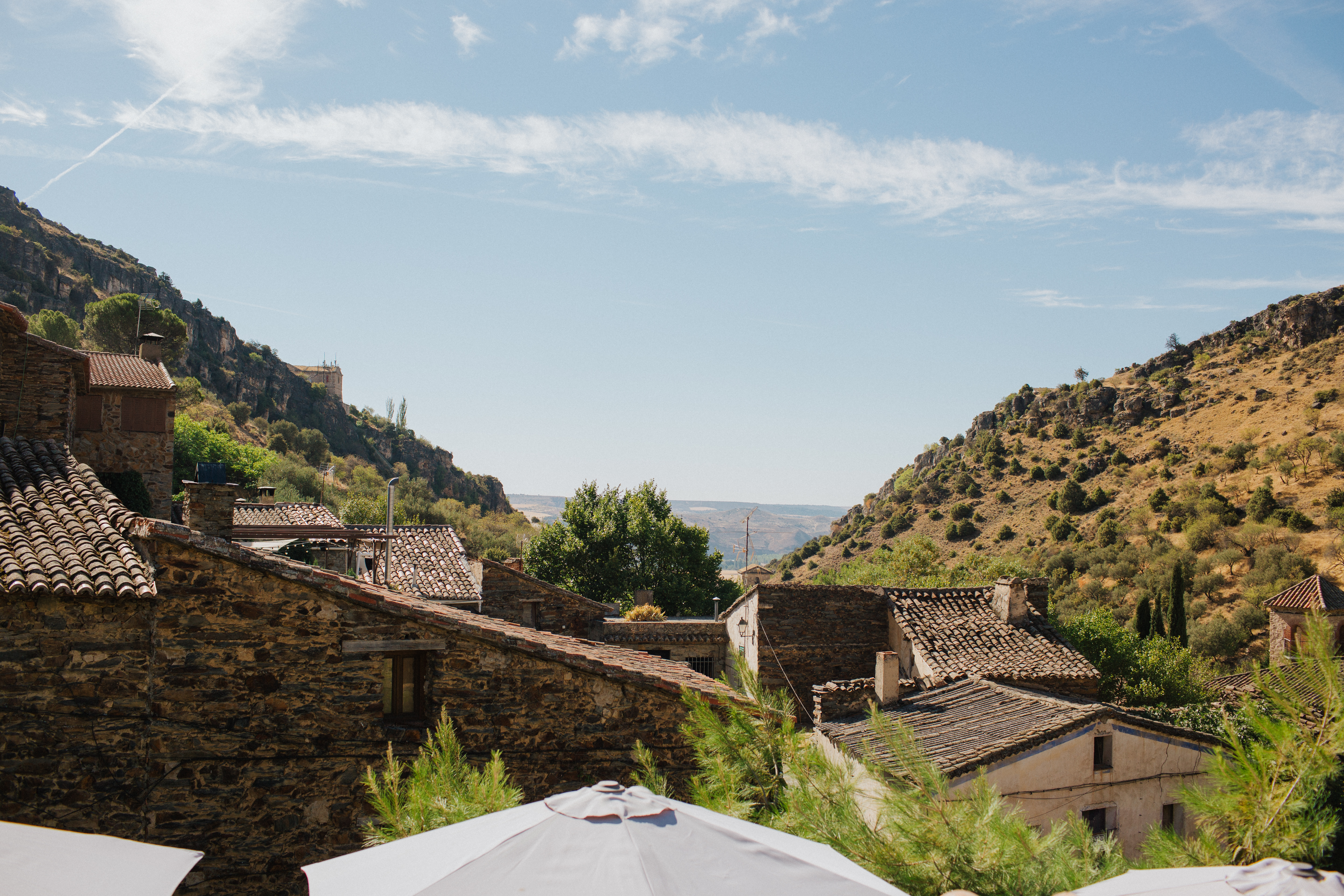
Widok na Patones

Patones – niewielka miejscowość w Hiszpanii we wspólnocie autonomicznej Madryt, w północno-wschodniej części regionu 60 km od Madrytu. Zgodnie z  
XVIII-wiecznym dziennikiem podróży nazwa ta pochodzi od nazwiska pierwszych osadników Patón, którzy byli rzekomo uchodźcami muzułmańskich najeźdźców.